# 100049 Césarann
100049 Césarann è un asteroide della fascia principale. Scoperto nel 1991, presenta un'orbita caratterizzata da un semiasse maggiore pari a 2,3565811 UA e da un'eccentricità di 0,2024616, inclinata di 3,29267° rispetto all'eclittica.
L'asteroide è stato dedicato dallo scopritore alla sorella Ann e suo marito César Hernandez.